# Alfons Kubosz
Alfons Kubosz (ur. 27 maja 1896 w Błędowicach Średnich, zm. 7 lipca 1966 w Warszawie) – podpułkownik piechoty Wojska Polskiego, kawaler Orderu Virtuti Militari.

## Życiorys
Urodził się 27 maja 1896 w Błędowicach Średnich, w rodzinie Józefa. W czasie I wojny światowej walczył w szeregach cesarsko-królewskiej Obrony Krajowej. Jego oddziałem macierzystym był pułk strzelców nr 32. Na stopień podporucznika został mianowany ze starszeństwem z 1 listopada 1917 w korpusie oficerów rezerwy.
Służył w 48 pułku piechoty w Stanisławowie. 3 maja 1922 został zweryfikowany w stopniu porucznika ze starszeństwem z dniem 1 czerwca 1919 i 453. lokatą w korpusie oficerów piechoty, a 1 grudnia 1924 awansowany na kapitana ze starszeństwem z dniem 15 sierpnia 1924 i 107. lokatą w korpusie oficerów piechoty. Z dniem 23 czerwca 1925 został przeniesiony do Korpusu Ochrony Pogranicza. Służył w 18 baonie granicznym na stanowisku dowódcy 3 kompanii granicznej „Wojtkiewicze”. W marcu 1931 został przeniesiony z KOP do 68 pułku piechoty we Wrześni. 4 lutego 1934 został awansowany na majora ze starszeństwem z dniem 1 stycznia 1934 i 4. lokatą w korpusie oficerów piechoty. Po awansie został wyznaczony na stanowisko dowódcy batalionu, a w listopadzie 1935 przesunięty na stanowisko kwatermistrza. W 1938 zajmowane przez niego stanowisko otrzymało nazwę „II zastępca dowódcy pułku”.
24 sierpnia 1939, w czasie mobilizacji, objął dowództwo batalionu karabinów maszynowych i broni towarzyszącej nr 5. Na czele tego oddziału walczył w kampanii wrześniowej, w bitwie nad Bzurą. 23 września w Warszawie objął dowództwo II baonu 29 pułku piechoty. 27 września został ranny. W latach 1939–1945 przebywał w niemieckiej niewoli, w Oflagu VII A Murnau. W grudniu 1945 był komendantem Obozu Przejściowego Bazy 2 Korpusu. Po powrocie do kraju był wieloletnim pracownikiem Hrydrobudowy-6.
Zmarł 7 lipca 1966 w Warszawie. Pochowany na Nowym cmentarzu na Służewie w Warszawie.
Alfons Kubosz był żonaty z Zofią, z którą miał dwie córki: Krystynę „Irena”, „Basia” (ur. 1927 we Lwowie)  i Ewę ps. „Ala” (ok. 1930–1944) . Obie córki wzięły udział w powstaniu warszawskim. Ewa została rozstrzelana przez Niemców 17 sierpnia 1944 przy kościele św. Wojciecha na Woli , natomiast Krystyna walczyła w plutonie 204 Zgrupowania Żaglowiec, a po kapitulacji dostała się do niemieckiej niewoli .

## Ordery i odznaczenia
- Krzyż Srebrny Orderu Wojskowego Virtuti Militari[21]
- Krzyż Walecznych[22]
- Złoty Krzyż Zasługi – 10 listopada 1938 „za zasługi w służbie wojskowej”[23][24]
- Srebrny Krzyż Zasługi – 31 października 1928 „za zasługi w służbie granicznej”[25][22]

austro-węgierskie
- Brązowy Medal Zasługi Wojskowej z mieczami na wstążce Krzyża Zasługi Wojskowej[1]
- Brązowy Medal Waleczności[1]